# Kratochvilita
La kratochvilita és un mineral de la classe dels compostos orgànics. Rep el seu nom en honor de Josef Kratochvíl (1878-1958), petròleg i professor de la Universitat Carolina de Praga, qui va escriure els vuit volums de "La mineralogia topogràfic de Bohèmia".

## Característiques
La kratochvilita és una substància orgànica de fórmula química C13H10. Cristal·litza en el sistema ortoròmbic.
Segons la classificació de Nickel-Strunz, la kratochvilita pertany a «10.BA - Hidrocarburs» juntament amb els següents minerals: fichtelita, hartita, dinita, idrialita, carpathita, ravatita, simonel·lita i evenkita.

## Formació i jaciments
Es forma com a resultat de la crema d'esquist pirític. Va ser descoberta l'any 1937 a la mina Kladno, a la ciutat de Kladno, Bohèmia Central (Bohèmia, República Txeca). També ha estat descrita a la mina de carbó Kateřina, a Radvanice (Regió de Hradec Králové, República Txeca), i a la mina Anna, a Alsdorf (Rin del Nord-Westfàlia, Alemanya).